# Tamajor
Tamajor (en népalais : तामाजोर) est un comité de développement villageois du Népal situé dans le district de Sindhuli. Au recensement de 2011, il comptait 2 346 habitants.